# Timberlake (Ohio)
Timberlake és una població dels Estats Units a l'estat d'Ohio. Segons el cens del 2000 tenia 775 habitants.

## Demografia
Segons el cens del 2000, Timberlake tenia 775 habitants, 309 habitatges, i 225 famílies. La densitat de població era de 1.424,9 habitants per km².
Dels 309 habitatges en un 24,3% hi vivien nens de menys de 18 anys, en un 63,4% hi vivien parelles casades, en un 6,5% dones solteres, i en un 26,9% no eren unitats familiars. En el 23,3% dels habitatges hi vivien persones soles el 7,4% de les quals corresponia a persones de 65 anys o més que vivien soles. El nombre mitjà de persones vivint en cada habitatge era de 2,51 i el nombre mitjà de persones que vivien en cada família era de 2,96.
Per edats la població es repartia de la següent manera: un 19,4% tenia menys de 18 anys, un 7% entre 18 i 24, un 23,1% entre 25 i 44, un 34,1% de 45 a 60 i un 16,5% 65 anys o més.
L'edat mediana era de 46 anys. Per cada 100 dones de 18 o més anys hi havia 92,9 homes.
La renda mediana per habitatge era de 52.422 $ i la renda mediana per família de 57.604 $. Els homes tenien una renda mediana de 40.536 $ mentre que les dones 33.125 $. La renda per capita de la població era de 24.078 $. Aproximadament el 0,9% de les famílies i l'1,4% de la població estaven per davall del llindar de pobresa.

## Poblacions més properes
El següent diagrama mostra les poblacions més properes.